# ديفيد دورماز
ديفيد دورماز (بالتركية: David Durmaz)‏ هو لاعب كرة قدم تركي في مركز الدفاع، ولد في 21 ديسمبر 1981 في السويد. لعب مع دينيزلي سبور وغايس غوتنبرغ ونادي آسيريسكا ونادي سيريانسكا ونادي ليونغسكايل ونادي مالمو.

## وصلات خارجية
- ديفيد دورماز على موقع اتحاد السويد (السويدية)
- ديفيد دورماز على موقع قاعدة بيانات كرة القدم.إي يو (الإنجليزية)
- ديفيد دورماز على موقع Soccerway.com (الإنجليزية)
- ديفيد دورماز على موقع عالم كرة القدم.نت (الإنجليزية)